# Flughafen Temuco

i8
i11
i13
Der Flughafen Temuco (eigentlich: Aeropuerto Internacional La Araucanía) ist ein chilenischer Flughafen, der sich etwa 21 Kilometer südlich der Stadt Temuco in der Región de la Araucanía befindet. Der Flughafen ist der größte der Region und ist erst 2014 eröffnet worden. 

## Fluggesellschaften und Flugziele
| Fluggesellschaft | Ziele                           |
| ---------------- | ------------------------------- |
| LATAM            | Santiago de Chile               |
| Sky Airline      | Santiago de Chile, Puerto Montt |
| JetSmart         | Balmaceda, Santiago de Chile    |
| Quellen:         |                                 |

## Zwischenfälle
- Am 3. April 1961 flog eine Douglas DC-3C der LAN Chile (Luftfahrzeugkennzeichen CC-CLDP) auf dem Flug vom Flughafen Temuco nach Santiago de Chile in den Hügel La Gotera in den Anden. Alle 24 Menschen an Bord kamen ums Leben. Das Wrack der Maschine wurde am 10. April 1961 gefunden.[4] Im Februar 2015 wurde der Rumpf entdeckt (siehe auch LAN-Chile-Flug 210).